# Ruspolia macroxiphus
Ruspolia macroxiphus är en insektsart som först beskrevs av Ludwig Redtenbacher 1891.  Ruspolia macroxiphus ingår i släktet Ruspolia och familjen vårtbitare. Inga underarter finns listade i Catalogue of Life.